# 邱鎮軍
邱鎮軍（1971年12月7日—），中華民國政治人物，中國國民黨籍，生於苗栗縣，現任苗栗縣第二選舉區立法委員，曾任苗栗市市長、苗栗縣議會議員。2023年，被國民黨提名參選苗栗山線選區立委並當選。自1997年起長期經營賭博電玩業。

## 生平

### 從政起因
邱鎮軍因為推動苗栗市英才路夜市設立，進而起念從政。2014年當選苗栗縣議員。

### 苗栗市長時期
2018年4月代表中國國民黨參選苗栗市長，並於12月當選。
2022年達成競選政見，苗栗市生命紀念園區落成。
推動禾埕專案計畫全民運動與充實相關場所,如寵物公園
,興建苗栗市全民運動館
2022年連任苗栗市長，由於無其他候選人，為同額競選。

### 第11屆立法委員
2024年1月，以中國國民黨籍當選苗栗縣第二選區立委。
2024年4月，與傅崐萁及其他16名中國國民黨籍立法委員赴中國大陸參訪，並會見中國共產黨中央政治局常委、政協主席王滬寧和國台辦主任宋濤等人。

#### 面臨罷免
2025年，公民團體「苗栗國立委罷免連線」發起邱鎮軍罷免案，原領銜人因承受極大壓力而推辭，在2月改由高齡90歲的客家文學作家李喬擔任領銜人。罷免案在3月通過第一階段審查，進入第二階段。

## 爭議

### 經營賭博電玩業

#### 阿帕契電子遊藝場
2023年12月，媒體人李正皓指控，邱鎮軍是「阿帕契」電子遊藝場的房東，該場所曾發生多起毒品交易、竊盜、贓物、搶奪及賭博等刑事案件，而且頂樓為鐵皮屋違建。對此，民進黨立法院黨團與無黨籍立委參選人曾玟學開記者會提出質疑。邱陣營則以新聞稿回應，認為該說法是魚目混珠、抹黑，並控告曾玟學加重誹謗、違反《選罷法》。

#### 晁呈科技
據《鏡週刊》調查，邱鎮軍自2012年起擔任「晁呈科技」負責人，公司業務為進口電玩機台，在2018年就任市長前，才改由友人鄭姓男子擔任公司負責人。對此，邱鎮軍回應，當時是看好網路市場，想發展手遊APP，因2018年底當選市長，不得兼任公司負責人，於是轉讓給友人，但不是報導所稱的「鄭先生」。

#### 皇家電子遊藝場
此外，邱鎮軍的太太曾經營「皇家電子遊藝場」，在2015年1月轉讓給鄭男。鄭男和「阿帕契」電子遊藝場負責人為兄弟。

#### 相關判決
邱鎮軍自訴曾玟學加重誹謗、違反《選罷法》，苗栗地方法院認為曾玟學已盡合理查證義務，為合理質疑及評論，在2024年12月判曾玟學無罪。判決書指出：
1. 晁呈科技與阿帕契電子遊藝場在同一棟建物內，主要營業項目為研發賭博遊戲。[25]
2. 邱鎮軍的配偶在1997年至2015年間擔任阿帕契電子遊藝場的負責人，同時也是天王星電子遊藝場和壹零肆電子遊藝場的負責人。[25]
3. 阿帕契電子遊藝場雖然更換登記負責人，但根據相關證據和證詞，實質負責人仍是邱鎮軍。[25]

### 與統促黨關係密切
2023年12月，據《鏡週刊》報導，邱曾擔任「韜略舞龍隊」老闆，而「韜略」2字與竹聯幫大老、統促黨總裁白狼張安樂旗下的企業名稱相同。
另外，統促黨墨翟黨部主委趙福芬曾在邱的晁呈科技工作。邱當英才夜市協會理事長時，趙為總幹事。
民進黨與曾玟學開記者會質疑邱鎮軍與統促黨的關係，而邱陣營回應是造謠、抹黑。

### 參與圍毆警察
2024年1月，苗栗縣議員曾玟學質疑邱鎮軍在1993年4月當憲兵時參與圍毆警察。邱鎮軍在3天後表示，當時雙方都穿便服，因為對方挑釁引發口角和肢體衝突，最後以和解收場。

### 碩士論文被指控抄襲
2024年1月，曾玟學指控，邱鎮軍在國立暨南國際大學高階經營管理碩士學位學程的論文涉嫌抄襲，文章相似度檢測系統顯示相似度高達42%。邱鎮軍陣營回應，團隊使用快刀系統比對，得到的相似度大約28%，符合系所規定。

### 未經授權使用滅火器歌曲
2024年5月，邱鎮軍在未經授權的情形下，將滅火器樂團的歌曲〈繼續向前行〉用於個人宣傳，樂團主唱楊大正及貝斯手皮皮皆表示不同意邱鎮軍使用，甚至批評邱鎮軍「非常不要臉」。

### 施壓議員
2025年2月，台北市議員林延鳳指控，邱鎮軍曾打電話警告苗栗縣各黨派的議員，要求不得參與罷免，有如黑道恐嚇。

## 選舉紀錄
| 年度 | 選舉屆數               | 選舉區           | 所屬政黨   | 得票數 | 得票率  | 當選標記 | 備註 |
| ---- | ---------------------- | ---------------- | ---------- | ------ | ------- | -------- | ---- |
| 2014 | 第十八屆苗栗縣議員選舉 | 苗栗縣第一選舉區 | 無黨籍     | 9,583  | 12.73%  |          |      |
| 2018 | 第十一屆苗栗市市長選舉 | 苗栗縣苗栗市     | 中國國民黨 | 23,505 | 51.25%  |          |      |
| 2022 | 第十二屆苗栗市市長選舉 | 苗栗縣苗栗市     | 中國國民黨 | 38,791 | 100.00% | 同額競選 |      |
| 2024 | 第十一屆立法委員選舉   | 苗栗縣第二選舉區 | 中國國民黨 | 89,111 | 55.05%  |          |      |

## 外部連結
- 邱鎮軍的Facebook專頁
- 邱鎮軍的Instagram帳戶
- 邱鎮軍的Threads